# Portnahaven
Portnahaven är en ort i Storbritannien.   Den ligger i kommunen Argyll and Bute och riksdelen Skottland, i den västra delen av landet, 600 km nordväst om huvudstaden London. Portnahaven ligger 14 meter över havet och antalet invånare är 150. Den ligger på ön Islay.
Terrängen runt Portnahaven är platt. Havet är nära Portnahaven åt sydväst.  Närmaste större samhälle är Bowmore, 16,3 km nordost om Portnahaven. 